# 柳博米爾·費薩
柳博米爾·費薩（1988年8月14日—）是一位塞爾維亞足球運動員。在場上的位置是防守型中場。他現在效力於葡萄牙足球超級聯賽球隊本菲卡足球俱樂部.。他也代表塞爾維亞國家足球隊參賽。